# Svenska Postkodföreningen
Svenska Postkodföreningen är en svensk ideell förening, vars verksamhet är att driva lotteriverksamheten Svenska Postkodlotteriet.
Svenska Postkodföreningen har lotteritillstånd för Svenska Postkodlotteriet från Spelinspektionen. Föreningen har 61 ideella organisationer, som medlemmar och förmånstagare. Bland dessa finns bland andra Rädda Barnens riksförbund, Barncancerfonden, Civil Rights Defenders och Världsnaturfonden.
Svenska Postkodlotteriet AB är ett operatörsbolag som driver Postkodlotteriet i Sverige på uppdrag av Svenska Postkodföreningen. 
Svenska Postkodföreningens styrelse har sex medlemmar och lotteriföreståndaren är adjungerad till styrelsen. Styrelsen beslutar om bland annat inval av nya förmånstagare och fördelning av överskottet från lotteriverksamheten.
Fördelningen av lotteriöverskottet sker utifrån den modell som Postkodföreningens styrelse har beslutat om och Spelinspektionen tidigare har godkänt: Merparten av överskottet, cirka 65 procent, ska utgöras av ett icke öronmärkt basstöd. Därutöver fördelas cirka 20 procent av överskottet till Svenska Postkodlotteriets Stiftelse och dess projekt, och cirka 15 procent fördelas till specialprojektfonder, från vilka samtliga förmånstagare kan ansöka om stöd. Specialprojekten syftar till att stödja utveckling, innovation och nytänkande hos befintliga förmånstagare. Beräknandet av basstöd görs utifrån varje förmånstagares privata insamling och totala intäkter. De insamlade medlen och totala verksamhetsintäkterna fastställs enligt Giva Sveriges styrande riktlinjer för årsredovisning enligt K3, vilket är huvudregelverk för större organisationer. Postkodlotteriets basstöd exkluderas i beräkningarna. Utbetalning av basstöd sker under första kvartalet efter ett avslutat lotteriår, i samband med att fördelningen av årets lotteriöverskott offentliggörs.
Svenska Postkodföreningen innehar spellicensen för Svenska Postkodlotteriet. Enligt Svenska Postkodföreningens årsredovisning (fliken Pressmaterial, pdf "Årsredovisning Svenska Postkodföreningen 2023" är följande 61 organisationer medlemmar i föreningen:

- Alzheimerfonden
- Amnesty International
- Astma- och Allergiförbundet
- Autism Sverige
- Barncancerfonden
- BirdLife Sverige
- Barnens rätt i samhället (BRIS)
- Cancerfonden
- Civil Rights Defenders
- Clowner utan gränser
- Diakonia
- Ecpat
- Erikshjälpen
- Fairtrade Sverige
- Friends
- Friluftsfrämjandet
- Fryshuset
- Greenpeace
- Hand in Hand Sweden
- Hjärnfonden
- Hjärt-Lungfonden
- Human Rights Watch
- Håll Sverige Rent
- Kvinna till Kvinna
- Läkare utan gränser
- Läxhjälpen
- Maskrosbarn
- Mentor
- Mind
- Min Stora Dag
- Naturskyddsföreningen
- Neuroförbundet
- Nordens Ark
- Operation Smile
- Peace Parks Foundation
- Plan International
- Raoul Wallenberg Academy
- Reumatikerförbundet
- Riksförbundet FUB
- Rädda Barnen
- Scouterna
- Sjöräddningssällskapet
- SOS Barnbyar
- Star for Life
- Stiftelsen Läxhjälpen
- Svenska Afghanistankommittén
- Svenska Postkodlotteriets Stiftelse
- Svenska Röda Korset,
- Svenska Seglarförbundet
- Svenska Skidförbundet
- Sverige för UNHCR
- Sveriges Olympiska Kommitté
- Sveriges Stadsmissioner
- The Hunger Project
- Unicef Sverige
- WaterAid
- We Effect
- Vi-skogen
- World´s Children´s Prize Foundation
- World Childhood Foundation
- Världsnaturfonden WWF

## Tidigare förmånstagare
- Tällberg Foundation, 2012-2014
- Clinton Foundation, 2013-2017